# السيد بركة
سيد بركة (1343-1403) رجل دين للمدينة التجارية ترمذ، والمعلم الروحي والصديق لغازي القرن الرابع عشر في آسيا الوسطى تيمورلنك. كان إقطاعي مدينة أندخوي في أفغانستان، وهي بلدة أعطاها له تيمور. ودفن تيمور مقابل السيد بركة في نفس الضريح، الذي يدعى كور أمير، في سمرقند.